# 池田眞美子
池田 眞美子（いけだ まみこ）は、日本のアニメ脚本家。日本脚本家連盟会員。慶應義塾大学卒業。

## 来歴・人物
様々な種類のアニメ作品にシリーズ構成などで参加していた。
代表作であるアニメ『ケロロ軍曹』の挿入歌「ギロロの一番長い日」の作詞も担当。
桜井弘明が監督を務める作品に参加することが多かった。
本人のFacebookによると、2014年現在、イタリア・ミラノに在住し、同地で和装レンタル業を営んでいる。

## 参加作品

### テレビアニメ
初参加時期不明
- ドラえもん（大山版）

1992年
- チロリン村物語

1993年
- ポコニャン!

1994年
- 愛と勇気のピッグガール とんでぶーりん
- 七つの海のティコ
- 平成イヌ物語バウ

1995年
- ママはぽよぽよザウルスがお好き

1997年
- スーパーフィッシング グランダー武蔵
- はりもぐハーリー

1998年
- グランダー武蔵RV

1999年
- おじゃる丸
- 天使になるもんっ!（シリーズ構成）
- ちびまる子ちゃん

2000年
- 風まかせ月影蘭
- グラビテーション
- だぁ!だぁ!だぁ!

2001年
- カスミン
- フルーツバスケット

2002年
- あたしンち
- カスミン 第2シリーズ
- 七人のナナ
- プリンセスチュチュ

2003年
- ウルトラマニアック
- カスミン 第3シリーズ
- D.C. 〜ダ・カーポ〜（シリーズ構成）
- デ・ジ・キャラットにょ（シリーズ構成）
- ななか6/17

2004年
- かいけつゾロリ
- ケロロ軍曹（シリーズ構成）※2年目まで。3年目以降は横谷昌宏が担当。
- げんしけん
- 美鳥の日々
- レジェンズ 甦る竜王伝説

2005年
- 英國戀物語エマ（シリーズ構成）
- シュガシュガルーン
- 好きなものは好きだからしょうがない!!（シリーズ構成）

2006年
- 鍵姫物語 永久アリス輪舞曲（シリーズ構成）
- ひまわりっ!（シリーズ構成）
- 僕等がいた（シリーズ構成）

2007年
- 英國戀物語エマ 第二幕（シリーズ構成）
- ケンコー全裸系水泳部 ウミショー（シリーズ構成）
- ながされて藍蘭島（シリーズ構成）
- ひまわりっ!!（シリーズ構成）
- レ・ミゼラブル 少女コゼット
- レンタルマギカ（シリーズ構成）

2008年
- 狂乱家族日記（シリーズ構成）
- しゅごキャラ!!どきっ
- ヤッターマン（第2作）

2009年
- 君に届け
- 鋼殻のレギオス（シリーズ構成）
- こばと。
- たまごっち!
- 花咲ける青少年（シリーズ構成）
- 毎日かあさん

2010年
- 会長はメイド様!（シリーズ構成）
- ジュエルペット てぃんくる☆

2011年
- 異国迷路のクロワーゼ The Animation
- たまゆら〜hitotose〜

2012年
- BRAVE10（シリーズ構成）

### 劇場アニメ
1994年
- 平成イヌ物語バウ

2000年
- ザ☆ドラえもんズ ドキドキ機関車大爆走!

2001年
- ドラミ&ドラえもんズ 宇宙ランド危機イッパツ!
- Di Gi Charat 星の旅

2006年
- 超劇場版ケロロ軍曹

### OVA
2003年
- ぴよこにおまかせぴょ!

2004年
- まかせてイルか!

### 映画
2009年
- 新宿区歌舞伎町保育園（脚本）